# Hornellsville
Hornellsville – miasto w Stanach Zjednoczonych, w stanie Nowy Jork, w hrabstwie Steuben.